# Meurtre en Mésopotamie (téléfilm)
Pour le roman, voir Meurtre en Mésopotamie.
Meurtre en Mésopotamie (Murder in Mesopotamia) est un téléfilm britannique de la série télévisée Hercule Poirot, réalisé par Tom Clegg, sur un scénario de Clive Exton, d'après le roman Meurtre en Mésopotamie, d'Agatha Christie.
Ce téléfilm, qui constitue le 49e épisode de la série, a été diffusé pour la première fois le 8 juillet 2001 sur une chaîne de télévision américaine, plusieurs mois avant la première diffusion britannique.

## Synopsis
Poirot et Hastings sont en voyage en Irak. Au cours de leur séjour sur un site archéologique, Mrs Leidner, la femme de l'archéologue responsable des fouilles, est tuée après avoir reçu des lettres de menace de son premier mari, mort dans un accident de train quelques années plus tôt. Tout le monde semble avoir des secrets et c'est donc au tour de Poirot de commencer à fouiller.

## Fiche technique
- Titre français : Meurtre en Mésopotamie
- Titre original : Murder in Mesopotamia
- Réalisation : Tom Clegg
- Scénario : Clive Exton, d'après le roman Meurtre en Mésopotamie (Murder in Mesopotamia) (1936) d'Agatha Christie
- Direction artistique : Paul Booth, Nigel Evans et Henry Jaworski
- Décors : Rob Hinds
- Costumes : Charlotte Holdich
- Photographie : Kevin Rowley
- Montage : Chris Wimble
- Musique originale : Christopher Gunning
- Casting : Anne Henderson
- Production : Brian Eastman
  - Production associée : Simon Crawford Collins
  - Production exécutive : Phil Clymer et Delia Fine
- Sociétés de production : Carnival Films, A&E Television Networks, Chorion
- Durée : 100 minutes
- Pays d'origine :  Royaume-Uni
- Langue originale : Anglais
- Genre : Policier
- Ordre dans la série : 49e - (2e épisode de la saison 8)
- Première diffusion :
  -  États-Unis : 8 juillet 2001
  -  Royaume-Uni : 2 juin 2002

## Distribution
- David Suchet (VF : Roger Carel) : Hercule Poirot
- Hugh Fraser (VF : Jean Roche) : Capitaine Arthur Hastings
- Ron Berglas (VF : Philippe Catoire) : Dr Eric Leidner
- Barbara Barnes (VF : Denise Roland) : Louise Leidner
- Dinah Stabb (VF : Hélène Othernaud) : Miss Anne Johnson
- Georgina Sowerby (VF : Anne Mathot) : Amy Leatheran
- Jeremy Turner-Welch (VF : Alexandre Gillet) : William Coleman, dit « Bill »
- Pandora Clifford (en) (VF : Pascale Chemin) : Sheila Maitland
- Christopher Hunter (VF : Pierre Laurent) : le père Lavigny
- Christopher Bowen (en) (VF : Patrick Noérie) : Richard Carey
- Iain Mitchell (VF : Mostéfa Stiti) : Superintendant Maitland
- Alexi Kaye Campbell (VF : Thierry Bourdon) : Joseph Mercado
- Deborah Poplett (VF : Catherine Lafond) : Marie Mercado
- Kamel Touati : l'homme trapu
- Hichem Rostom : le réceptionniste de l'hôtel
- Zoubeir Bornaz : le sergent de police
- Dejeb Magri : Izzat Baqui (l'homme tué)
- Hammadi Maaroufi : un ouvrier
- Ramzi Brairi : Abdullah

## Commentaires
C'est la première fois qu'Agatha Christie utilise l'acide chlorhydrique comme arme.
Le film a été tourné en partie sur le site archéologique d'Oudna en Tunisie ainsi qu'au Casino de Hammam-Lif.
Le personnage du capitaine Hastings n'apparait pas dans le roman, c'est également le dernier épisode où il apparait. Il refera une petite apparition dans Les Quatre puis reviendra exceptionnellement pour l'ultime épisode de la série Hercule Poirot quitte la scène.